# 関博直

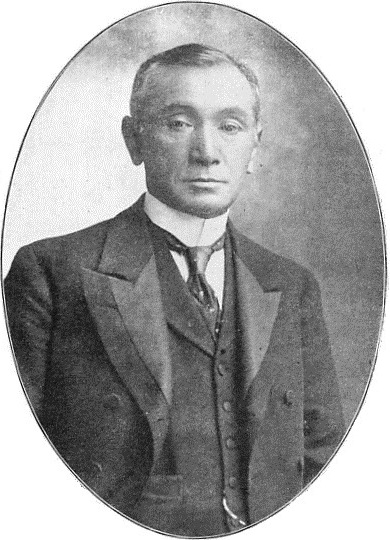
関博直

関 博直（關、せき ひろなお、1854年7月10日〈安政元年6月16日〉 - 1923年〈大正12年〉4月26日）は、明治から大正期の政治家、華族。貴族院子爵議員。旧姓・万里小路。

## 経歴
山城国京都で侍従・万里小路博房の三男として生まれる。1877年（明治10年）11月5日、旧備中新見藩主家当主・関亭以（関長克夫人、関長道長女）の婿養子となり、同年11月27日に家督を継承。1884年（明治17年）7月8日、子爵を叙爵した。
1879年（明治12年）東京府芝区会議員に選出され、その後、東京府会議員などを務めた。
1890年（明治23年）7月10日、貴族院子爵議員に選出され、1897年（明治30年）7月9日まで在任。さらに、1907年（明治40年）12月7日、貴族院子爵議員補欠選挙で当選し、1911年（明治44年）7月10日まで通算二期在任した。

## 著作
- 『姉小路公知伝』博文館、1905年。

## 親族
- 先妻：天留（てる、関長道五女、関長克養女）[1]
- 後妻：留（とめ、沖佐太郎二女、離縁）[1]
- 二男：長剛（子爵）[1][3]
- 四男：森俊成（旧名・訥郎、貴族院子爵議員、森長祥養子）[1][3]
- 六男：長博（旧名・冬木、子爵）[1]